# Cerro Petlécatl
El cerro de Petlecatl es un cerro ubicado en el municipio de Tlalnepantla de Baz en México dentro de la Sierra de Guadalupe ubicado al este del municipio. Es un cerro de origen volcánico de altura media y sobre él se encuentran asentamientos humanos.

## Actualidad
Actualmente en una parte baldía sobre las faldas del cerro Petlecatl se está construyendo una zona habitacional llamada Colinas de San José aunque muchos se oponen ya que están destruyendo una zona ecológica y una parte del cerro.[cita requerida]

## Sociedad
Sobre el cerro Petlecatl en sus colonias se dan colonias con hacinamientos humanos en las partes altas. Es zona donde habitan personas que, en su mayoría, trabajan en las zonas industriales de Xalostoc y de San Juanico[cita requerida]. Se desarrolla una obra del  Mexicable
Dicha obra beneficiaria a miles de personas diariamente en sus recorridos hacia la Ciudad de México, teniendo una ruta de la  colonia Hank González, en Ecatepec, hacia el metro Indios Verdes del SCT.￼ 
Que beneficiaria a decenas de Miles de personas 

## Colonias
- Dr. Jorge Jiménez Cantu

Se encuentra en todo el Centro
- Lázaro Cárdenas

Se encuentra al oeste del cerro
- San José residencial Escuestre

Se encuentra al suroeste del cerro
- San Juan Ixhuatepec

Se encuentra al sur
- San Isidro Ixhuatepec

Se encuentra al sureste
- Fraccionamiento Valle del copal

Se encuentra al sureste más al oeste de San Isidro
- San José Ixhuatepec

Se encuentra al sureste del cerro con dirección al sureste más abajo de San Isidro 
- Ampliación Jorge Jiménez Cantu

Se encuentra en el Sureste hasta arriba
- Constitución de 1917

Se encuentra en el este hasta abajo
- Arbolitos Xalostoc

Se encuentra en el este un poco más al norte de la colonia Constitución de 1917
- Piedra Grande

Se encuentra al noreste